# Ramón Masó
Ramón Masó Vallmajó (Girona, 27 oktober 1987) is een Spaans voetballer. Hij speelt als middenvelder bij FC Santboià. 
Masó speelde voordat hij in 2002 bij FC Barcelona kwam voor Garrotxa. Bij Barça speelt de Catalaan in het derde elftal. Op 20 mei 2006 debuteerde Masó in het eerste elftal van FC Barcelona. Tegen Athletic de Bilbao op de slotspeeldag van de Primera División kwam hij negen minuten voor tijd als vervanger van Ludovic Sylvestre in het veld. Na afloop van dat seizoen trok hij naar Girona FC waar hij tot 2008 bleef. Hierna kwam hij één seizoen uit voor UD Cassà vooraleer in 2009 te tekenen bij FC Santboià, zijn huidige club.